# Yannick Cahuzac
Yannick Cahuzac (ur. 18 stycznia 1985 w Ajaccio) – francuski piłkarz występujący na pozycji obrońcy.

## Kariera klubowa
Cahuzac pochodzi z Ajaccio i tam też rozpoczął piłkarską karierę w klubie Gazélec Ajaccio. Od 2002 szkolił się w szkółce piłkarskiej SC Bastia. W 2005 zadebiutował w drużynie zawodowej SC Bastia na szczeblu Ligue 2. W 2014 roku rozpoczął dziewiąty sezon w SC Bastia. Karierę piłkarską zakończył po sezonie 2021/22.
| Sezon   | Klub      | Kraj    | Rozgrywki | Mecze | Bramki |
| ------- | --------- | ------- | --------- | ----- | ------ |
| 2005/06 | SC Bastia | Francja | Ligue 2   | 7     | 0      |
| 2006/07 | SC Bastia | Francja | Ligue 2   | 20    | 1      |
| 2007/08 | SC Bastia | Francja | Ligue 2   | 33    | 0      |
| 2008/09 | SC Bastia | Francja | Ligue 2   | 28    | 0      |
| 2009/10 | SC Bastia | Francja | Ligue 2   | 30    | 0      |
| 2010/11 | SC Bastia | Francja | National  | 27    | 1      |
| 2011/12 | SC Bastia | Francja | Ligue 2   | 30    | 0      |
| 2012/13 | SC Bastia | Francja | Ligue 1   | 19    | 0      |
| 2013/14 | SC Bastia | Francja | Ligue 1   | 29    | 0      |
| 2014/15 | SC Bastia | Francja | Ligue 1   | 21    | 1      |
| 2015/16 | SC Bastia | Francja | Ligue 1   | 31    | 2      |
| 2016/17 | SC Bastia | Francja | Ligue 1   | 29    | 1      |
| 2017/18 | SC Bastia | Francja | Ligue 1   | 20    | 0      |
| 2018/19 | SC Bastia | Francja | Ligue 1   | 23    | 1      |
| 2019/20 | RC Lens   | Francja | Ligue 2   | 24    | 0      |
| 2020/21 | RC Lens   | Francja | Ligue 1   | 30    | 1      |
| 2021/22 | RC Lens   | Francja | Ligue 1   | 17    | 0      |

Stan na: koniec sezonu 2021/2022 r.

## Kariera reprezentacyjna
Ma za sobą pięć występów w reprezentacji Korsyki, która jednak nie jest zrzeszona w FIFA i UEFA.

## Życie prywatne
Jego dziadkiem jest piłkarz i trener Pierre Cahuzac.